# Спарта (женский гандбольный клуб)
Спарта — женский гандбольный клуб из Кривого Рога. Трёхкратный чемпион Украины.

## История
В 1984 году в городе Кривой Рог создана гандбольная команда «Рудана».
С 1989 года команда играла в первой группе чемпионата УССР и добилась права участия в отборочном цикле чемпионата СССР за выход в первую лигу класса «А». В последующие годы клуб выступал с переменным успехом.
В сезоне 2001/2002 чемпионата Украины команда заняла 4-е место в высшей лиге (второй дивизион). В сезоне 2003/2004, заняла 4-е место.
В сезоне 2004/2005 клуб впервые завоевал бронзовые медали первенства страны во втором дивизионе. Благодаря отказу двух первых команд по финансовым мотивам перейти в Суперлигу клуб получил возможность выступать в высшем дивизионе национального чемпионата.
Сезон 2005/2006, который команда провела в Суперлиге, сказался упорной борьбой «Руданы», но клуб покинул Суперлигу.
Сезон 2006/2007 команда прошла без поражений, став чемпионом второго дивизиона. В этом же сезоне у команды появился новый спонсор — ЗАО «Смарт-холдинг» Вадима Новинского. Был создан новый клуб «Спарта» (президент Савченко И. Ю., директор Прохода А. А.).
В сезоне 2008/2009 клуб впервые в истории криворожского гандбола стал победителем Суперлиги, перейдя в лигу чемпионов Европы. В сезонах 2009/2010 и 2010/2011 «Спарта» подтвердила статус чемпиона.
С сезона 2011/2012 начался регресс. В сезоне 2012/2013 команда заняла последнее место и покинула Суперлигу, затем вообще прекратила существование.

## Названия
- Рудана (1984—2006);
- Смарт (2006—2008);
- Спарта (2008—2014).

## Достижения
- Чемпионат Украины:
  -  Чемпион (3): 2009, 2010, 2011.